# Tsingymantis antitra
Tsingymantis antitra Glaw, Hoegg and Vences, 2006 è una rana della famiglia Mantellidae, endemica del Madagascar. È l'unica specie nota del genere Tsingymantis.